# 徐流謙
徐流謙，直隸顺天府大興县人，清朝政治人物、进士出身。
康熙五十二年，登进士，改庶吉士，授翰林院檢討。